# Juliette Dumont
Juliette Dumont (Luik, 11 mei 2000) is een  Belgische zwemster, gespecialiseerd in de vrije slag. Ze is de nicht van de zussen Sarah en Valentine Dumont, eveneens competitiezwemsters. 

## Belangrijkste resultaten
Op de Europese kampioenschappen voor junioren in 2017 behaalde Dumont zowel op de 50m en 100m vrije slag een finaleplaats. Op de 4x100m pakte ze samen met Valentine Dumont, Anke Geeroms en Lotte Goris een bronzen medaille op de 4x100m. Op de 4x200m kon ze samen de Belgische juniorendames (Valentine Dumont, Camille Bouden en Lotte Goris) een zilveren medaille veroveren.
| Jaar | Olympische Spelen                         | WK langebaan                              | WK kortebaan                              | EK langebaan                              | EK kortebaan                              |
| ---- | ----------------------------------------- | ----------------------------------------- | ----------------------------------------- | ----------------------------------------- | ----------------------------------------- |
| 2016 | geen deelname                             |                                           | geen deelname                             | 54e 100m vrije slag 11e 4x100m vrije slag |                                           |
| 2017 |                                           | geen deelname                             |                                           |                                           | geen deelname                             |
| 2018 |                                           |                                           | geen deelname                             | 42e 50m vrije slag 9e 4x200m vrije slag   |                                           |
| 2019 |                                           | geen deelname                             |                                           |                                           | geen deelname                             |
| 2020 | Geen toernooien vanwege de coronapandemie | Geen toernooien vanwege de coronapandemie | Geen toernooien vanwege de coronapandemie | Geen toernooien vanwege de coronapandemie | Geen toernooien vanwege de coronapandemie |

## Persoonlijke records
(Bijgewerkt tot en met 11 augustus 2018)

### Kortebaan
| Afstand         | Tijd  | Datum           | Plaats    |
| --------------- | ----- | --------------- | --------- |
| 100m vrije slag | 55,73 | 21 oktober 2017 | Amsterdam |

### Langebaan
| Afstand         | Tijd  | Datum        | Plaats  |
| --------------- | ----- | ------------ | ------- |
| 100m vrije slag | 55,62 | 29 juni 2017 | Netanya |